# Fritz Osswald
Fritz Osswald (Zurigo, 23 giugno 1878 – Starnberg, 24 agosto 1966) è stato un pittore svizzero.

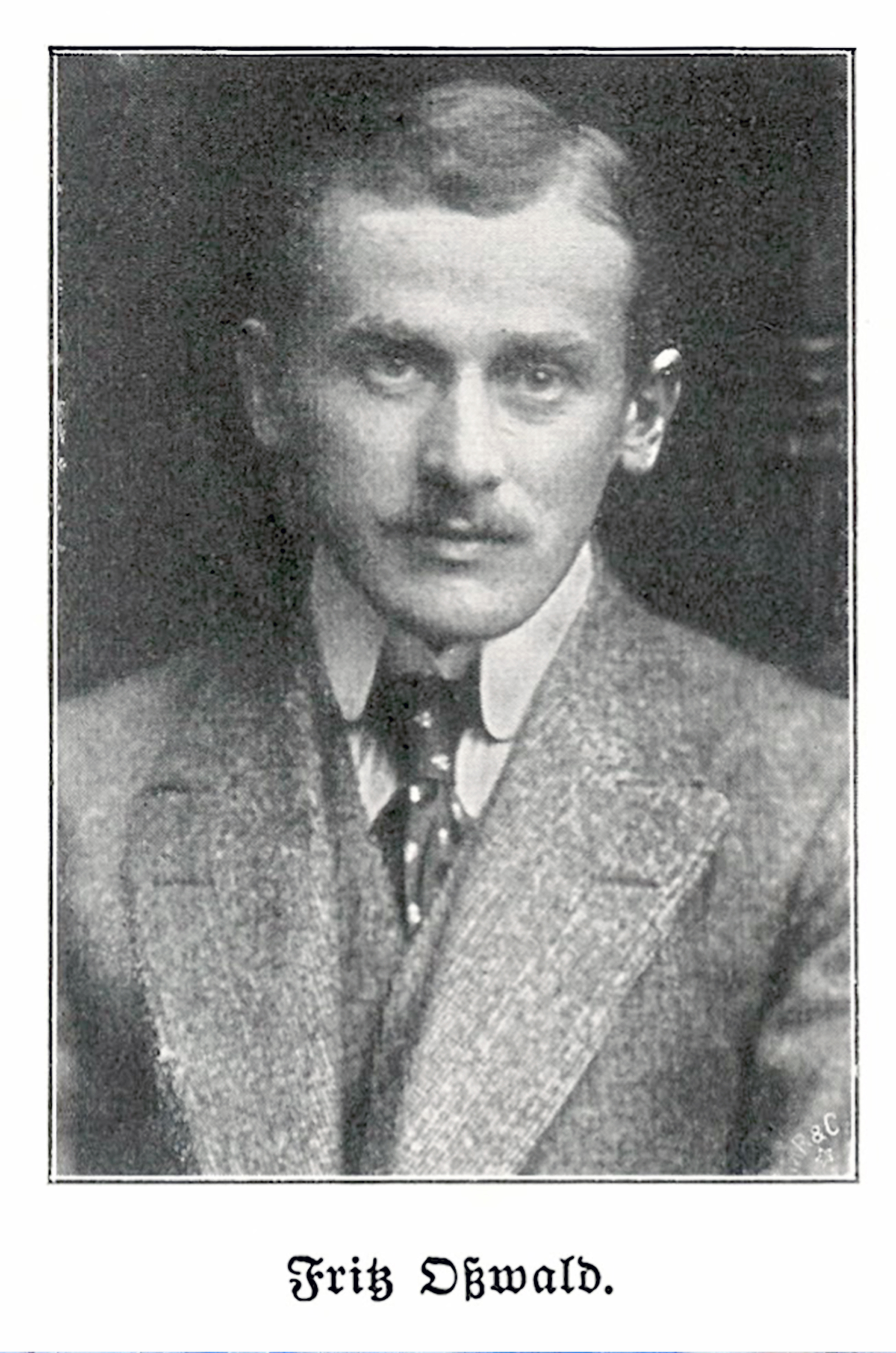
Fritz Osswald (1913)

Artista del post-impressionismo tedesco, fu attivo nella Secessione di Monaco e ospite della colonia degli artisti di Darmstadt.

## Biografia
Fritz Osswald nasce a Zurigo il 23 giugno 1878. Figlio dello scultore Albert Osswald, trascorre l'infanzia tra Zurigo e Winterthur, dove frequenta le scuole primarie; dopo alcuni anni di collegio nella Svizzera romanda, viene iscritto agli istituti d'arte di Zurigo e Monaco di Baviera. 
Nel 1897, Osswald inizia a frequentare l'Accademia di Belle Arti di Monaco, dove segue i corsi di Wilhelm von Diez e Nikolaos Gysis, ricevendo due medaglie d'onore. Dal 1904, partecipa alle mostre della Secessione di Monaco, riscuotendo un discreto successo e vendendo le prime opere ai musei. 
Apprezzato come artista emergente e paragonato dalla critica a nomi già quotati, Osswald si sposa nel 1907 con Elsbeth Leopold, che darà alla luce la figlia Agnes Hildegard, detta Hilla, nel maggio dell'anno seguente. L'artista viaggia molto tra Italia, Austria, Paesi Bassi, Svizzera, Mare del Nord e Mar Baltico fino a quando, nel 1913, gli giunge l'invito del granduca d'Assia Ernst Ludwig von Hessen a fare parte della Colonia degli artisti di Darmstadt, culla e roccaforte dello Jugendstil. Qui Osswald, sulla breccia dell'onda, decora sale da ricevimento per l'alta borghesia e dispone di uno studio privato all'interno del castello, dove dipinge febbrilmente scorci urbani, fabbriche renane, vasi di fiori e grandi paesaggi invernali. I quadri dell'artista elvetico suscitano l'euforia delle maggiori gallerie tedesche da Monaco ad Amburgo, da Stoccarda a Berlino, da Heidelberg a Dresda. È l'apice del successo.
Allo scoppio della Grande Guerra, Fritz Osswald è richiamato in Svizzera per adempiere agli obblighi militari, ma viene congedato per sopraggiunti limiti di età e torna a Darmstadt dove, nel frattempo, ha ottenuto il titolo di professore d'arte; lascia la colonia nel 1919 per trasferirsi nei pressi di Zurigo, dove risiede fino al 1922, quando acquista la grande casa di Starnberg (Baviera) in cui vivrà con la famiglia fino alla morte, che lo coglie senza particolare clamore il 24 agosto del 1966, dopo decenni di produzione artistica ininterrotta.

## Lavori
"So che in inverno ogni mattina, dietro l'Hofgarten, nel parco di Nymphenburg e in altri luoghi nei dintorni di Monaco, con le mani nascoste in spesse manopole, dipinge, specialmente nei giorni gelidi, e ha fatto del quadro invernale, del simbolo della nostra esistenza che con la luce del sole e l'atmosfera glaciale diventa una parabola della vita che sfiorisce, una specialità della sua arte".
(Georg Biermann su Velhagen & Klasings Monatshefte, 1909)
Fritz Osswald attraversa da protagonista assoluto ed eccentrico la stagione epica dell'arte del primo Novecento, scandita da 'avanguardie' e da 'ritorni all'ordine'. Collaborando intensamente con i grandi mercanti d'arte come Ernst Arnold e le gallerie Heinemann, Thannhauser e Brakl, l'artista originario di Zurigo conosce un vasto successo di critica e di pubblico fino alla metà degli anni Trenta.
A Osswald, nel cinquantenario della morte, è stata dedicata una grande mostra dal 29 maggio al 2 ottobre 2016 presso il museo Casa de Rodis di Domodossola. Organizzata da "L'école des Italiens - Museo Immaginario" e dalla Fondazione Poscio, la mostra "Fritz Osswald - Il senso della neve" ha esposto circa 70 dipinti ed è stata corredata di un volume dallo stesso titolo, pubblicato da Umberto Allemandi & C. con Mme Webb Editore. La mostra "Fritz Osswald - Il senso della neve" si è ripetuta dal 1º luglio all'8 ottobre 2017 presso il Palazzo Assessorile di Cles (Trento).
Opere del pittore svizzero sono conservate presso il Museo regionale d'Assia, Mathildenhöhe, il Museum Starnberger See e la Fundaziun Capauliana di Coira.

## Esposizioni
- 1904 Monaco di Baviera (Secessione)
- 1905 Zurigo (Künstlerhaus)
- 1906 Monaco di Baviera (Glaspalast)
- 1906 Zurigo (Esposizione nazionale d'arte svizzera)
- 1909 Le Locle (Société Suisse des Beaux Arts)[16]
- 1910 Dresda (galleria Ernst Arnold)
- 1910-1929-1936 Monaco di Baviera (galleria Heinemann)[17][18]
- 1921 Zurigo (Kunsthaus)
- 1922 Monaco di Baviera (gallerie Thannhauser[19] e Brakl)
- 1936 Monaco di Baviera (Galleria Civica)
- 1952-1954-1956 Monaco di Baviera (Haus der Kunst)
- 1977 Darmstadt (Museo regionale d'Assia, Mathildenhöhe)
- 1979 Fürstenfeldbruck (Klostergalerie)
- 2006 Starnberg (Kreissparkasse e Galleria Civica)
- 2013 Domodossola (L'école des Italiens - Museo Immaginario)[20]
- 2016 Domodossola (Casa de Rodis)[21][22]
- 2016 Domodossola (L'école des Italiens - Museo Immaginario)
- 2017 Cles (Palazzo Assessorile)[23]

## Opere
- Alpe di Siusi mit Sassolungo
- Am Albulapass an einem sonnigen Wintertag
- Anemonen, 1943
- Bach (bei Mittenwald)
- Birken am Starnbergersee
- Blick vom Schneefernerhaus auf der Zugspitze
- Blick von Braunwald gegen Hausstock
- Blumen
- Blumenvase, 1910
- Boote am See
- Bovalhütte
- Die Giumels von Preda
- Engadin im Winter
- Garmisch-Partenkirchen
- Herbsttag am See
- Kitzsteinhorn (Zell am See)
- Kleine Tannen
- Maria Gern (Berchtesgaden)
- Matterhorn
- Murnau (Blick gegen Kochel)
- Neuschnee
- Piz Bernina
- Piz Bernina, 1917
- Piz Bernina und Piz Roseg
- Piz San Jon, 1917
- Porträt einer alten Frau in Tracht, 1905
- Reismühle bei Gauting
- Rosenstillleben
- Schloss Tarasp
- Schneelandschaft mit Zaun
- Seiseralm mit Langkobel
- Sellahaus mit Sassolungo
- Starnbergersee
- Starnbergersee
- Stillleben mit Blumen und Tee
- Stillleben mit Fingerhut und Pfingstrosen
- St. Christoph am Arlberg
- Tauwetter, 1908
- Tauwetter, 1910
- Tulpen
- Verschneite Allee
- Verschneite Parkanlage
- Verschneites Bergdorf
- Villa mit Garten, 1908
- Vor dem Matterhorn
- Waldbach
- Wetterstein bei Mittenwald
- Winterlandschaft mit Birken
- Winterliche Allee
- Winterliche Flusslandschaft mit Birken
- Zugspitze, 1916